# Veronica Ewers
Veronica Ewers   (Renton, 1 de setembre de 1994) és una ciclista de carretera professional estatunidenca. Des del 2022 és membre de l'equip EF-Oatly-Cannondale de la màxima divisió de ciclisme femení.

## Biografia
Nativa d'Idaho, va estudiar a la Universitat de Willamette a Salem (Oregon), on va jugar a la tercera divisió de futbol i es va llicenciar en filologia hispànica i antropologia. El 2019 va compaginar les curses de fons amb els inicis al ciclisme al Fount Cycling Guild de Washington, on va ser apadrinada per la professional Jennifer Wheeler, ciclista del Tibco el 2011 i 2012.
El seu primer resultat significatiu fou el 2021, quan aconseguí la medalla de bronze als Campionats de carretera dels Estats Units, superant l'actuació de diverses professionals. Aquesta bona actuació li va obrir les portes de l'EF Education-Tibco-SVB, equip amb què va competir a la Joe Martin Stage Race. Malgrat incorporar-se a l'equip a l'últim moment, va acabar totes les etapes entre les tres primeres, fet que li va atorgar la segona posició a la general. Davant d'aquest nou èxit, l'equip li va oferir el seu primer contracte professional i la possibilitat de córrer a Europa. En la seva primera cursa europea, el Tour de l'Ardecha, va acabar cinquena a la general i va aconseguir 4 top-10 a les etapes, èxit que va fer que l'equip li renovés el contracte.
L'any següent, va guanyar en solitari l'última etapa del Festival Elsy Jacobs, prova on va aconseguir la segona posició a la classificació general. Posteriorment, va aconseguir la victòria a la Clàssica Femenina de Navarra i el segon lloc a l'Emakumeen Nafarroako Klasikoa i a la Durango-Durango Emakumeen Saria. Al Tour de France Femmes, Ewers va quedar entre les deu primeres en dues etapes i novena posició de la classificació general. Posteriorment, va representar el seu país als Campionats del Món de 2022 a Wollongong i va concloure la temporada amb un parell de podis a les curses italianes d'un dia i un cinquè lloc final al Tour de Romandia.

## Palmarès
- 2022
  - 1a a la Clàssica femenina de Navarra
  - 2a etapa del Gran Premi Elsy Jacobs

### Resultats a les Grans Voltes

#### Giro d'Itàlia
- 2023: 4a posició
- 2025: 87a posició

#### Tour de França
- 2022: 9a posició
- 2023: No surt a la 7a etapa

#### Volta a Espanya
- 2023: 12a posició
- 2024: 46a posició